# Câmara Municipal de Marco de Canaveses
A Câmara Municipal do Marco de Canaveses é o órgão executivo colegial representativo do município do Marco de Canaveses, tendo por missão definir e executar políticas que promovam o desenvolvimento do concelho.
A Câmara Municipal do Marco de Canaveses é composta por 7 vereadores, representando diferentes forças políticas. Assume o cargo de Presidente da Câmara Municipal o primeiro candidato da lista mais votada em eleição autárquica ou, no caso de vacatura do cargo, o que se lhe seguir na respetiva lista.

## História
O concelho tem as suas origens na vila de Canaveses, cujo primeiro administrador, de acordo com os registos, foi Mendo Gil. Em 1255, o senhorio de Canaveses foi entregue a D. Gonçalo Garcia, tendo depois estado na posse dos seus descendentes até 1384, quando D. João I o trespassou para João Rodrigues Pereira, familiar de Nuno Álvares Pereira. Durante o reinado de D. João II fazia parte dos bens da coroa portuguesa, sendo a sua administração e nomeação dos juízes e outros altos funcionários feita por um meirinho indicado pelo monarca. No século XIX a vila passou para o concelho de Soalhães, e em 1852 passou a ser um concelho próprio, por um decreto de D. Maria II. Em 20 de Maio de 1993, a vila ganhou o estatuto de cidade.
Entre 1983 e 2005, o posto de presidente da Câmara Municipal foi ocupado por Avelino Ferreira Torres, cujos mandatos foram marcados por várias polémicas, tendo em 2004 sido condenado pelo tribunal devido a acusações de peculato. Também participou no caso Apito Dourado como arguido, embora tenha sido absolvido dos crimes de peculato de abuso de poder. Foi também durante um dos seus mandatos que foi construída uma igreja, cujo desenho foi da autoria de Álvaro Siza Vieira, e que se tornou num dos símbolos de Marco de Canaveses.
Em Maio de 2005, o Tribunal de Contas iniciou um inquérito sobre o negócio de aquisição do Cineteatro Almada por parte da Câmara Municipal de Marco de Canaveses, após uma denúncia da delegação local do Partido Socialista, que considerou a situação como «uma burla, um embuste». Segundo o partido, a autarquia pretendia comprar parte do imóvel por cerca de dois milhões de euros, uma quantia muito superior à que a propriedade realmente valia, o que iria beneficiar «interesses particulares». Em resposta, o vice-presidente da Câmara Municipal, Norberto Soares, afirmou que estava «de consciência tranquila», e considerou que as acusações do Partido Socialista como uma manobra política, tendo explicado que o negócio tinha sido «devidamente aprovado nos respectivos órgãos, câmara e assembleia». Em Março de 2006, o departamento de Urbanismo da Câmara Municipal de Marco de Canaveses foi alvo de uma investigação por parte da Inspecção-Geral da Administração do Território, como parte de um processo de inventariação do seu património, uma vez que faltava uma grande parte dos documentos, principalmente relacionados com o estádio municipal. Esta situação causou uma viva celeuma na Assembleia Municipal, tendo o autarca, Manuel Moreira, criticado a forma como os negócios eram feitos durante o executivo anterior, alegando que «Era tudo feito de boca», e recordou outros processos polémicos durante aquele período, como o caso do Cineteatro Alameda, e da empresa Águas do Marco S.A., cujo contrato estava a ser renegociado, por considerar que não servia «os interesses dos marcuenses». Em 2008, a Câmara Municipal alterou, de forma unilateral, as condições do contrato de concessão da água com aquela empresa, tendo a autarquia sido condenada pelo Tribunal Arbitral a pagar 16 milhões de euros à empresa.
Em 8 de Março de 2022, a autarquia recebeu o Certificado Internacional pela norma ISO 9001, por parte da Associação Portuguesa de Certificação, numa cerimónia realizada nos Paços do Concelho, tendo a presidente da Câmara Municipal. Cristina Vieira, afirmado que «Esta certificação reflete a preocupação, deste Executivo, em assegurar uma gestão que procura diariamente a qualidade na prestação de serviços aos cidadãos e munícipes em prol da satisfação das suas necessidades e expetativas. Claro que é um processo contínuo que, para a sua manutenção, obriga a um caminho exigente a todos os colaboradores da autarquia e desafia-os na melhoria contínua da eficácia dos processos».

### Vereação 2021–2025
A atual vereação marcuenses tomou posse em 16 de outubro de 2021, com base nos resultados das eleições autárquicas de 26 de setembro desse ano. Segue-se a lista de cidadãos eleitos para a Câmara Municipal do Marco de Canaveses e os respetivos pelouros.
| Presidente da Câmara Municipal   | Presidente da Câmara Municipal | Presidente da Câmara Municipal | Presidente da Câmara Municipal | Presidente da Câmara Municipal | Presidente da Câmara Municipal   |
| Nome                             | Retrato                        | Pelouro(s) | Partido                        | Partido                        | Período                          |
| -------------------------------- | ------------------------------ | --- | ------------------------------ | ------------------------------ | -------------------------------- |
| Cristina Lasalete Cardoso Vieira |                                | - Proteção Civil - Planeamento e Urbanismo - Cultura - Comunicação - Relação com as Freguesias - Gestão de Fundos Comunitários - Relações Institucionais e Internacionalização - Contratação Pública - Assuntos Jurídicos e Fiscalização - Recursos Humanos e Qualidade dos Serviços - Ambiente, Concelho Verde e Serviços Urbanos - Feiras e Mercados - Obras Públicas - Segurança e Polícia Municipal |                                | PS                             | 16 de outubro de 2021 – presente |
| Vereadores                       |                                | |                                |                                |                                  |
| Nuno Vítor Diogo Pinto           |                                | - Vice-Presidente da Câmara Municipal - Administração e Finanças - Desenvolvimento Económico - Defesa do Consumidor - Sistemas de Informação - Saúde Pública Veterinária |                                | PS                             | 16 de outubro de 2021 – presente |
| Pedro Filipe da Silva Pinto      |                                | - Desporto - Juventude - Associativismo - Turismo - Mobilidade (Trânsito, Transportes e Comunicações) |                                | PS                             | 16 de outubro de 2021 – presente |
| Clara Marília Soares Marques     |                                | - Ação Social - Educação - Saúde - Coesão Social, Cidadania e Promoção da Igualdade |                                | PS                             | 16 de outubro de 2021 – presente |
| Mário Bruno da Silva Magalhães   |                                | — |                                | PS                             | 16 de outubro de 2021 – presente |
| Mário Luís da Silva Monteiro     |                                | — |                                | PPD/PSD                        | 16 de outubro de 2021 – presente |
| Francisco José de Sousa Vieira   |                                | — |                                | CDS-PP                         | 16 de outubro de 2021 – presente |